# Andrea Neumann (Musikerin)

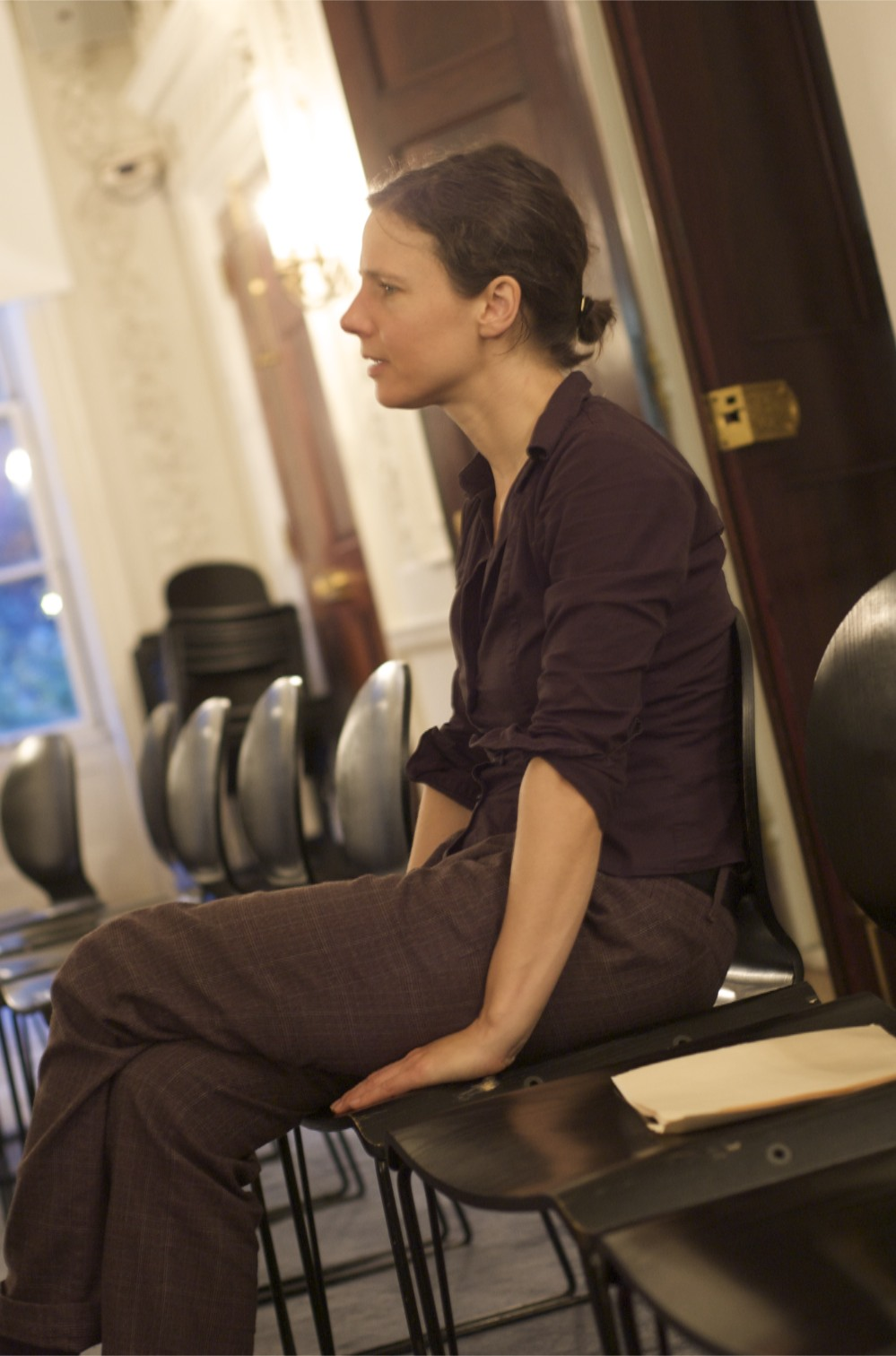
Andrea Neumann (Goethe-Institut, Boston, 2010)

Andrea Neumann (* 1968 in Freiburg) ist eine deutsche Musikerin und Komponistin. Sie bespielt ein Innenklavier. Das Instrument ist eine von ihr konzipierte Weiterentwicklung eines Klaviers, das allerdings keine herkömmliche Anschlagmechanik hat.

## Leben
Neumann wuchs in Hamburg auf. Sie studierte Klavier an der Hochschule der Künste Berlin. Seit 1995 gehört sie zur Berliner Improvisationsszene. Sie ist Mitgründerin und bis heute Mitorganisatorin der im Jahr 2000 ins Leben gerufenen Reihe Labor Sonor für Experimentelle Musik, Film und Performance in Berlin.
2008 war sie Stipendiatin in der Villa Aurora in Los Angeles. 2008 erhielt sie den Prix Ars Electronica für die Video-Performance Videobrücke Berlin – Stockholm (5 Punkt 1) zusammen mit Sabine Ercklentz, mit der sie seit vielen Jahren im Elektroakustikduo ercklentz**neumann kollaboriert.

## Werk
Neumann spielt auf einem sogenannten Innenklavier, das der Klavierbauer Bernd Bittmann für sie herstellte. Inspiriert von Zeena Parkins’ präparierter Harfe entwarf sie ein auf dem Klavier beruhendes Instrument, das nur aus Resonanzboden und Saiten besteht. Sie präpariert die Klaviersaiten mit Alltagsobjekten wie Gabeln, Rasierklingen, oder Kartoffelstampfern.

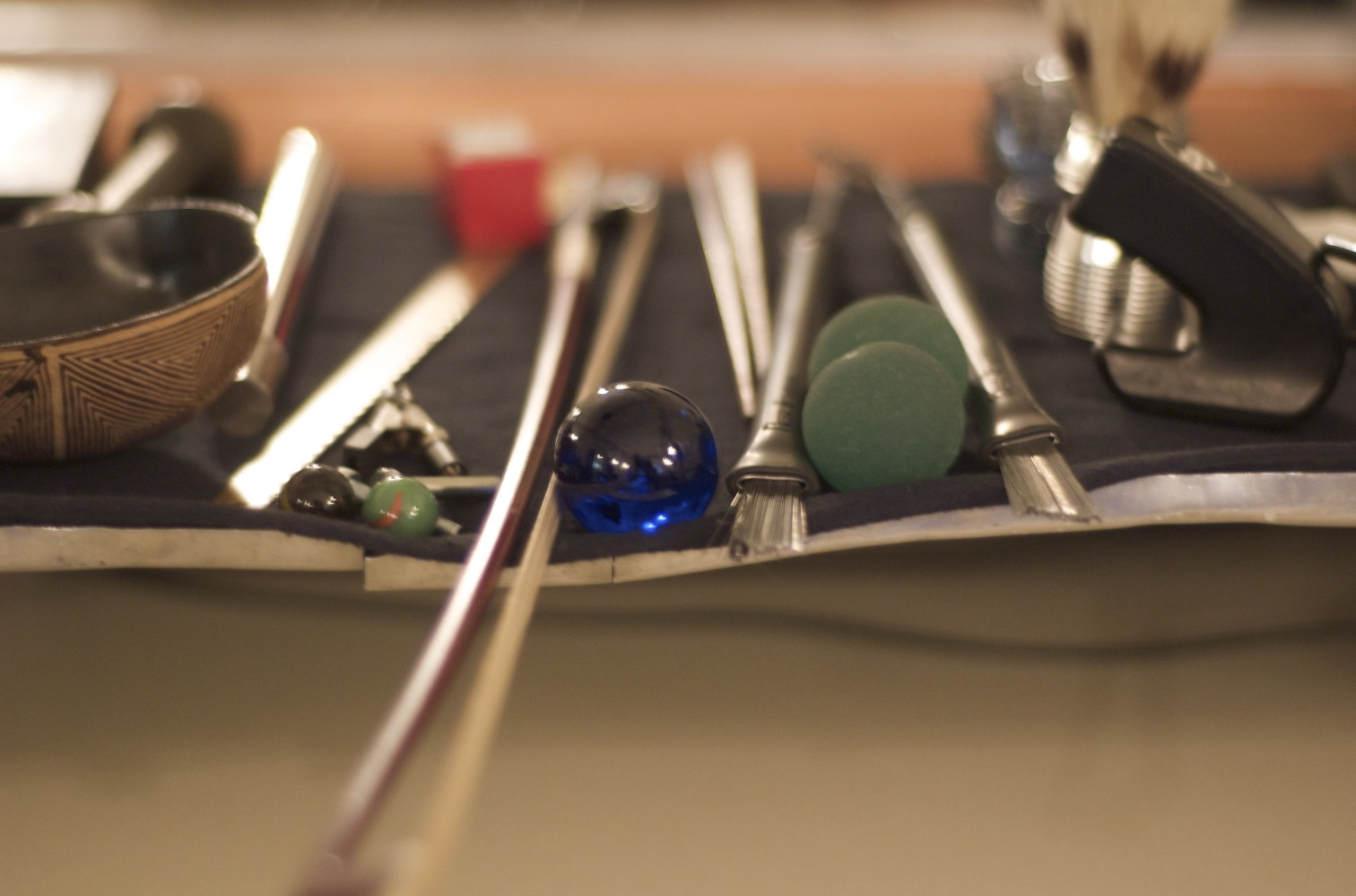
Andrea Neumanns Objekte zur Präparation und Bespielung ihres Innenklaviers

Bespielt wird das Instrument nicht nur mit den Fingern, sondern etwa auch mit verschiedenen Arten von Schlagzeugschlägeln und Violinenbögen. Eine Ablage aus Metall und ein Mischpult sind ebenfalls Teil des Instruments. Die Töne werden mit Kontaktmikrofonen und Tonabnehmern für Gitarren aufgenommen. Die elektrische Verstärkung des Instruments kann durch die verschiedenen Kombinationsmöglichkeiten der Mikrofone während des Spiels variiert werden.
Neumann war 2005 Mitbegründerin des Künstlerinnenkollektivs Les Femmes Savantes, das bis 2017 bestand. Dabei handelte es sich um ein sogenanntes „Composer-Performer-Ensemble“; weitere Mitglieder waren Sabine Ercklentz, Hanna Hartman (bis 2015), Ute Wassermann und Ana Maria Rodriguez. Mit Sabine Ercklentz und Mieko Suzuki kooperiert sie auch im Trio Contagious.
Neben Kompositionen der anderen Mitglieder von Les Femmes Savantes nahm sie auch Werke von John Cage (zum Beispiel Waterwalk), George Brecht, Heather Frasch, Robin Hayward, Phill Niblock, und Chiyoko Szlavnics auf. Neumann arbeitete außerdem mit Musikern wie Burkhard Beins, Axel Dörner, Robin Hayward, Annette Krebs und Ignaz Schick zusammen.

## Werke (Auswahl)
- 4 Akteure, 2007
- Erosion, 2012
- Rencontre 2 für Glissando-Flöte und Mischpult-Feedbacks, 2013
- drehwurm, 2016 (zusammen mit Sabine Ercklentz)

## Diskografie (Auswahl)

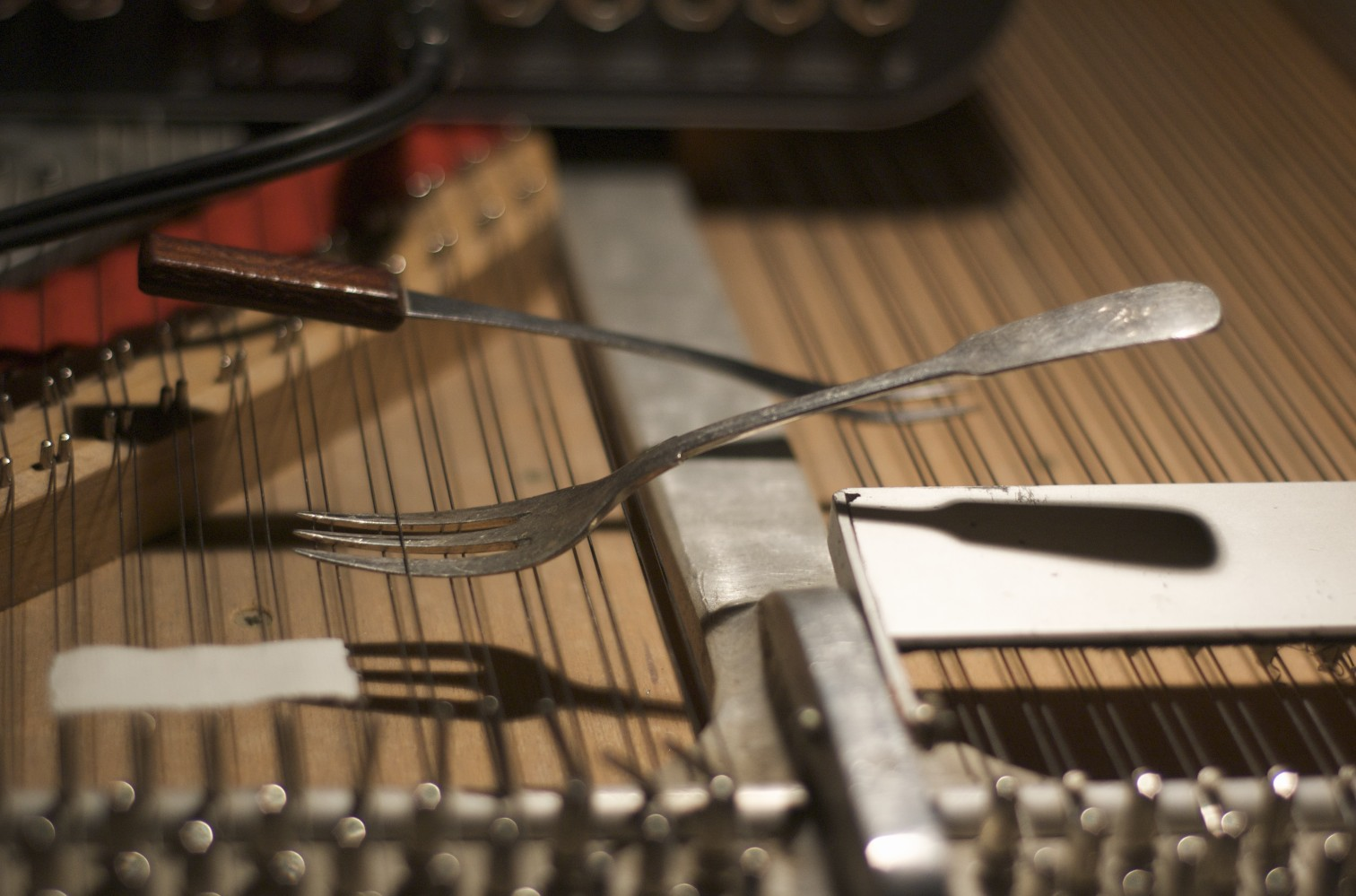
Das präparierte Innenklavier von Andrea Neumann

- Axel Dörner, Andrea Neumann, Sven-Åke Johansson Barcelona Series (hatOLOGY 2000)
- Andrea Neumann, Toshimaru Nakamura ATØN (Rossbin 2001)
- Ignaz Schick, Andrea Neumann Petit Pale (Zarek 2001)
- Andrea Neumann, Annette Krebs Rotophormen (Charhizma 2001)
- Andrea Neumann, Burkhard Beins Lidingö (Erstwhile Records 2002)
- Kaffe Matthews, Andrea Neumann,  Sachiko M In Case of Fire Take the Stairs (Improvised Music From Japan 2002)
- Sabine Ercklentz, Andrea Neumann Oberflächenspannung (Charhizma 2003)
- Axel Dörner, Greg Kelley, Andrea Neumann, Bhob Rainey Thanks, Cash (Sedimental 2004)
- Andrea Neumann & Ivan Palacký Pappeltalks (Uceroz 2009)
- Sabine Ercklentz, Andrea Neumann LAlienation (Herbal International 2010)
- Sophie Agnel, Bertrand Gauguet, Andrea Neumann Spiral Inputs (Another Timbre 2011)
- Klaus Filip, Toshimaru Nakamura, Andrea Neumann, Ivan Palacký Messier Objects (Meenna 2012)
- Martin Tétreault, Andrea Neumann Live In St Henri (The Dim Coast 2012)
- Sven-Åke Johansson, Andrea Neumann, Axel Dörner Große Gartenbauausstellung (Olof Bright 2012)
- Andrea Neumann, Bonnie Jones Green Just As I Could See (Erstwhile Records 2012)
- Duo Vertex, Axel Dörner, Andrea Neumann Sustain Ability (Gigafon 2015)
- Andrea Neumann, Sharif Sehnaoui, Michael Thieke, Michael Vorfeld Nashaz (Al Maslakh 2016)
- 2019: mit Contagious: Contagious, Morphine[9]

## Filmografie
- 2021: Raw Chicks Berlin, Regie: Beate Kunath

## Buchpublikationen
- mit Burkhard Beins, Christian Kesten, Gisela Nauck (Hrsg.): Echtzeitmusik Berlin: Selbstbestimmung einer Szene. Wolke Verlag, Hofheim 2011, ISBN 978-3-936000-82-5.